# 钟海虹
钟海虹（1978年1月2日—）是一位中国女子殘疾坐式排球运动员。她在一岁时患上了脊髓灰質炎，曾就讀於上海电视大学静安分校。
她曾参加2004年夏季残疾人奥林匹克运动会坐式排球比赛和2008年夏季残疾人奥林匹克运动会坐式排球比赛，並奪得两枚金牌。 